# Delamarella galateae
Delamarella galateae is een eenoogkreeftjessoort uit de familie van de Latiremidae. De wetenschappelijke naam van de soort is voor het eerst geldig gepubliceerd in 1971 door Cottarelli.